# Signal To Noise
Signal To Noise (Сиґнал/шум) — американський щоквартальний музичний журнал, що виходив у Г'юстоні з 1997 по 2013 року. Видання мало підзаголовок «журнал імпровізаційної та експериментальної музики» та розповідало про джаз, вільну імпровізацію, аванґардний рок й експериментальну музику.

## Історія
«Signal To Noise» започаткував 1997 року Піт Ґьоршон. Він же був видавцем і єдиним редактором журналу від початку до кінця — з 1997 по 2013. За шістнадцять років вийшло 65 чисел. Всі автори журналу були позаштатними.

## Зміст
Кожний номер містив кілька великих інтерв'ю та статей, рецензії на книжки про музику, відгуки про концерти та фестивалів, а також рецензії на більше як 200 нових альбомів і збірок. У журналі рецензували лише продукцію невеличких, «незалежних» лейблів (таких як Alternative Tentacles, Astralwerks, Clean Feed, ECM, Erstwhile, For4Ears, Formed, Leo, Mute, New World, Raster-Noton, Rune Grammofon, Secret Eye, Sub Rosa, Thrill Jockey, Warp тощо).
Героями публікацій були Девендра Бенгарт, Мілтон Беббітт, Джарбо (Swans), Ендрю Гілл, Тоні Конрад, Ван Дайк Паркс, Вадада Лео Сміт, Метью Шипп, Animal Collective, Antipop Consortium, Residents, Sonic Youth та багато інших.